# トニー・ピアース＝ロバーツ
トニー・ピアース＝ロバーツ（Tony Pierce-Roberts、1945年 - ）は、イギリスの撮影監督。

## 作品
- 近距離恋愛
- 勇者たちの戦場
- 孤独な嘘
- DOOM
- 五線譜のラブレター　DE-LOVELY
- アンダーワールド
- ダイノトピア
- アーネスト式プロポーズ
- キス★キス★バン★バン
- 金色の嘘
- ザ・トレンチ（塹壕）
- ポーリー
- ジャングル 2 ジャングル
- サバイビング・ピカソ
- 月下の恋
- 依頼人
- 相続王座決定戦
- ダーク・ハーフ
- 日の名残り
- ハワーズ・エンド
- ホワイトファング
- ミスター＆ミセス・ブリッジ
- ロストホーム
- アウト・コールド
- ニューヨークの奴隷たち
- スナイパー／狙撃者
- サマー・デイズ
- 眺めのいい部屋
- 最強最後の晩餐
- コールド・ルーム
- 初恋キッパーバン
- 国際夜行列車